# Sint-Michielskerk (Kieldrecht)
De Sint-Michielskerk is een parochiekerk in het Oost-Vlaamse dorp Kieldrecht, gelegen aan het Marktplein. Het neogotische gebouw stamt uit 1854, de toren is ouder en werd gebouwd in 1788.

## Geschiedenis
De oudste vermelding van een kerk te Kieldrecht gaat terug tot 1238. Door oorlogsdreigingen en overstromingen is de kerk in de daaropvolgende eeuwen meerdere malen in verval geraakt. Tijdens de Tachtigjarige Oorlog is de kerk gebruikt als schans door Hollandse troepen. In 1711 werd besloten een nieuwe eenbeukige kruiskerk te bouwen. Deze werd in 1713 ingewijd. In 1784 werd de kerk vergroot, gevolgd door de bouw van een westtoren in 1788. In de toren werd later een bronzen klok gehangen die gegoten was in 1805.
In 1854 werd de kerk, behalve de toren, afgebroken om plaats te maken voor een nieuwe neogotische, driebeukige kerk, ontworpen door architect Jan De Somme-Servais. Het zadeldak werd, ten opzichte van de hoogte van het voormalige dak, aanzienlijk verhoogd, waardoor de oostelijke galmgaten in de oude toren deels werden afgesneden door de nieuwe daklijn. In 1964 werd de oorspronkelijke vloer, en daarbij behorende grafstenen, verwijderd, waardoor een belangrijk historisch aspect van het kerkgebouw verloren is gegaan. In 2015 moest de vloer gerenoveerd worden doordat deze op plaatsen omhoog duwde en hierbij tegels braken. In december 2018 werd tijdens een storm een deel van de onderdakbedekking losgerukt, dit lag bloot omdat het dak op dat moment werd gerenoveerd. De kerk liep verder geen schade op.

## De kerk
De pseudobasilicale kerk is gebouwd richting het westen en heeft een ingebouwde westtoren. In de kerk bevinden zich 16e-eeuwse, gesculpteerde grafstenen, ingemetseld in de blinde apsismuren, alsmede een arduinen gedenksteen die betrekking heeft op de definitieve verbouwing van de kerk in 1854. In de kerk bevindt zich ook een 16e-eeuws schilderij van Maerten de Vos, getiteld "Christus aan het kruis". Verder een houtgesneden beeldje van Sint Michaël, een preekstoel, lambrisering, en biechtstoelen, alle uit de 18e eeuw, en een kruisweg door Jozef Geefs uit de 19e eeuw. Achter de kerk staat, in een plantsoen, een oorlogsmonument ter nagedachtenis aan inwoners van Kieldrecht die zijn omgekomen tijdens de Eerste Wereldoorlog.
In de kerk staat een waardevol orgel uit 1762, gebouwd door Pieter van Peteghem. In 1869 werd dit orgel aanzienlijk gewijzigd door Charles Anneessens en voorzien van een nieuwe, neogotische kast.